# Haemaphysalis elliptica
Haemaphysalis elliptica är en fästingart som beskrevs av Koch 1844. Haemaphysalis elliptica ingår i släktet Haemaphysalis och familjen hårda fästingar. Inga underarter finns listade i Catalogue of Life.